# Cătălin Straton
Cătălin George Straton (sinh ngày 9 tháng 10 năm 1989 ở Bucharest, România) là một cầu thủ bóng đá người România thi đấu ở vị trí thủ môn cho Poli Timișoara.